# 森田敏夫
森田 敏夫（もりた としお、1961年4月17日 - ）は、日本の実業家。

## 人物・経歴
鳥取県出身。鳥取県立米子東高等学校を経て、1985年同志社大学商学部卒業後、野村證券入社。池袋支店長、岡山支店長、福岡支店長、執行役中国・四国・九州担当を経て、2010年常務に昇格。
2011年野村ホールディングス常務CEO/COOオフィス担当。2012年野村ホールディングス常務執行役営業部門CEO。2015年野村證券代表執行役兼専務営業部門担当。2016年野村證券代表執行役副社長インベストメント・バンキング担当。
2017年から野村證券取締役兼代表執行役社長兼野村ホールディングス執行役を務め、国内営業の強化にあたった。2018年野村ホールディングス執行役グループCo-COO兼務。
2019年4月より、野村證券の監査等委員会設置会社移行に伴い、代表取締役社長に就任。
2021年6月、野村証券社長を退任。
2021年7月、日本証券業協会会長に就任。